# Nikkisō
Nikkisō K.K. (jap. 日機装株式会社, Nikkisō Kabushiki-gaisha) ist ein japanisches Unternehmen, das in den Bereichen Maschinenbau und Medizintechnik tätig ist. Es stellt Industriepumpen (insbesondere hochdichte Spaltrohrmotorpumpen), Dialysemaschinen, Geräte zur Partikelanalyse, CFK-Teile für die Luftfahrtindustrie sowie UV-LEDs her. Bei diesen ist Nikkiso Weltmarktführer.
Nikkisō wurde im Dezember 1953 als Tokushu Pompu Kōgyō K.K. (特殊ポンプ工業株式会社, „Spezialpumpentechnik-AG“) gegründet und begann als Vermarktungsunternehmen für Spaltrohrmotor- und Dosierpumpen aus den USA. Im Oktober 1959 erfolgte die Umfirmierung in Nihon Kikai Keisō K.K. (日本機械計装株式会社, „Japanische Geräte- und Instrumente AG“), sowie ab November 1968 unter der Kurzform Nikkisō. Seit 1967 werden Dialysemaschinen hergestellt.

## Tochterunternehmen
- LEWA (in Leonberg)
- Nikkiso Europe GmbH (in Hamburg und Langenhagen)